# Trận sông Boyne
Trận sông Boyne (Tiếng Ireland: Cath na Bóinne, IPA: [kah n ˠ ə b ˠ o ː n ʲ ə]) là một trận đánh lớn diễn ra năm 1690 giữa hai đối thủ giành ngai vàng Anh, Scotland và Ireland  - vị vua theo Công giáo James II và vua theo Kháng cách William III, người đã lật đổ James năm 1688. Trận chiến kết thục bằng chiến thắng lớn của William, là một bước ngoặt trong nỗ lực không thành James để giành lại vương miện và cuối cùng đã giúp đảm bảo ưu thế tiếp tục của phe Kháng Cách ở Ireland.
Tháng 11 năm 1688, Vua James II của Anh và Ireland, và là James VII của Scotland, bị lật đổ và thay thế bởi con gái ông là Mary II và chồng của bà, cháu của James, William III xứ Orange. Bản chất của cuộc xung đột này là đối đầu giữa Công Giáo và Tin Lành, mang hàm ý chánh trị sâu xa, và cuộc lật đổ này còn được biết tới với tên gọi Cách Mạng 1688.
Mặc dù xảy ra nhanh chóng và với phần thắng nghiêng về William III, nhưng lại dẫn tới hàng loạt cuộc xung đột ở Vương quốc Anh và lục địa Châu Âu vài thập kỷ sau. Với việc Mary và William thành công trong công cuộc lật đổ James, họ bắt tay cai trị cả 3 vương quốc — Anh, Scotland, và Ireland — như một vương quốc chung.
James bị ép phải bỏ đi biệt xứ, nhưng nhanh chóng tập hợp được lực lượng ủng hộ địa phương để kiểm soát phần lớn Ireland. Ý định của James là sử dụng Ireland làm thành trì, từ đó tiến hành dành lại các vương quốc.
Nhưng cuộc xung đột chỉ làm trầm trọng thêm các cuộc đấu tranh vốn đã xảy ra ở Ireland, và làm sâu sắc thêm các vấn đề tôn giáo thời bấy giờ. Những người Công Giáo ở Ireland, cũng như ở Scotland và một số ít ở Anh, đã tập hợp lại ủng hộ Vua James bị phế truất, hy vọng rằng với chiến thắng của ông, những khó khăn và quyền lợi của họ sẽ được cải tạo. Mặt khác, những người theo đạo Tin Lành tập hợp lại dưới quyền của William xứ Orange.
Việc đầu tiên khi bị trục xuất là Vua James tới Ireland vào năm 1689, khoảng 4 tháng sau khi bị phế truất. Ông được người Pháp chống lưng đồng thời dành được quyền chỉ huy Quân Đội Hoàng Gia Ireland và sớm gây xung đột với người Ireland theo Tin Lành chủ yếu đóng ở Ulster — ở Derry và miền Bắc của Ireland. Cuộc chiến dành lại vị thế của James II bắt đầu từ những cuộc xung đột như vậy.
Sự kiện quan trọng đầu tiên trong cuộc xung đột này là cuộc Bao Vây Thành Derry vào năm 1688. Lực lượng Jacobite nỗ lực tiến vào thành Derry vào ngày 7 tháng 12 năm 1688, nhưng trong hành động nổi dậy chống lại Vua James, người Tin Lành đã gia cố lại cổng thành và ngăn không cho ông vào.
Lực lượng Jacobite, dẫn đầu bởi Vua James, quay trở lại bao vây thành vào tháng 3 năm 1689. Cuộc Bao Vây Thành Derry diễn ra trong 105 ngày và vẫn không thành công. Nguồn cung cấp từ đường biển trên bốn con tàu đã vượt qua được vòng phong tỏa và tiến vào thành để cứu trợ người Tin Lành. Khi đồ cứu tế được chuyển tới thành công khiến cho cuộc bao vây không còn ý nghĩa, chỉ huy trưởng lực lượng Jacobite là Conrad Von Rosen ra lệnh gỡ bỏ phong tỏa và rút lui.
Cuộc xung đột tiếp theo là Trận Newtownbutler. Trong nỗ lực để bắt giữ Enniskillen, lực lượng Jacobite dưới quyền chỉ huy của Justin MacCarthy, Tử tước Mountcashel, bị đánh bại với thiệt hại đáng kể. Điều này đồng nghĩa với việc chấm dứt quá trình bao vây thành Derry, và James mất quyền kiểm soát toàn miền Bắc của Ireland.
Trong lúc đó, William III đổ bộ đội quân của mình lên đất Ireland, dẫn dắt bởi vị chỉ huy dày dạn kinh nghiệm Friedrich Hermann von Schönberg, Công tước thứ nhứt xứ Schomberg. Các cố vấn quân sự của James khuyên ông nên lui về phía sông Shannon với hy vọng xây dựng một cứ điểm phòng thủ tốt hơn. Về phía Schönberg, sau khi chiếm đóng Carrickfergus, ông cho lập doanh trại tại phía Bắc Dundalk.
Tại đây, nguồn cung cấp bị cản trở bởi sự chậm trễ liên tục, lực lượng Williamite (ủng hộ William) bị bệnh tật hoành hành và thiếu thốn thuốc men. Khoảng 6000 người thiệt mạng trong trại. Schönberg bị ép phải hoãn chiến dịch, lựa chọn thời cơ qua mùa đông. William III bổ sung thêm nguồn quân lực từ Anh và các nơi khác, điều này giúp cho cả hai bên có đủ thời gian chuẩn bị cho những gì mà năm 1690 mang lại cho họ.
Trận Sông Boyne là một trong những trận đánh lớn nhất mang tính quyết định trong lịch sử Ireland. Đã có 1500 người lính Jacobite và 800 người lính Williamite đã ngã xuống. Trận đánh kết thúc quyết định kết quả của cuộc chiến tranh để khôi phục vị thế của Vua James và Công Giáo — trong một khoảng thời gian.
James sống lưu vong trong suốt khoảng thời gian còn lại, nhưng con trai ông — James Francis Edward Stuart — Trưởng Lão Giả Mạo, người sẽ thay ông tiếp tục chiến đấu để khôi phục Gia tộc Stuart trên ngai vàng, đó là Cuộc Nổi Loạn Jacobite 1715. Sau đó, tiếp tục là người con trai, Hoàng tử Charlie Bonnie, với Cuộc Nổi Loạn Jacobite 1745, trận chiến đẫm máu cuối cùng. Và như ta có thể thấy, Trận Sông Boyne chỉ là mở đầu cho một loạt các cuộc xung đột đẫm máu trong lịch sử Ireland và Scotland — những sự kiện định hình tương lai của hai vương quốc này.